# Фумурень
Фумурень, Фумурені (рум. Fumureni) — село у повіті Вилча в Румунії. Входить до складу комуни Лунджешть.
Село розташоване на відстані 154 км на захід від Бухареста, 57 км на південь від Римніку-Вилчі, 41 км на північний схід від Крайови.

## Населення
За даними перепису населення 2002 року у селі проживала 871 особа, усі — румуни. Усі жителі села рідною мовою назвали румунську.